# Maria Sykorová
Maria Sykorová (* 11. října 1946 Tulln an der Donau) je bývalá rakouská atletka.

## Kariéra
V roce 1969 skončila třetí v běhu na 400 metrů na mistrovství Evropy. O rok později se stala halovou mistryní Evropy v běhu na 800 metrů a byla členkou bronzové štafety Rakouska na 4 × 200 metrů. Na Univerziádě 1970 vyhrála běh na 400 m a byla druhá na 800 m. V roce 1971 vybojovala na evropském halovém šampionátu bronzovou medaili v běhu na 400 metrů. Při startu na mistrovství Evropy pod širým nebem ve stejné sezóně obsadila na této trati čtvrté místo. Posledním medailovým úspěchem se pro ni stalo třetí místo ve štafetě na 4 × 180 metrů na halovém mistrovství Evropy v Grenoblu v roce 1972. V této sezóně startovala také na olympiádě v Mnichově v bězích na 400 a 800 metrů, do finále však nepostoupila.
O 12 let později v Los Angeles byla členkou rakouského házenkářského týmu, který na olympiádě obsadil šesté místo.
Její starší sestra Liese Prokopová byla mistryní Evropy v pětiboji a v letech 2004–2006 ministryní vnitra za Rakouskou lidovou stranu.